# ジオアイ1号
ジオアイ1号（英語: GeoEye-1）は、ジオアイ社が保有する高解像度の地球観測衛星であり、2008年9月に打上げられた。

## 歴史
2004年12月1日、ジェネラル・ダイナミクスC4システムズ社は、約2億900万ドルでOrbView 5衛星を製造する契約を結んだと発表した。センサはITT Corporationによって設計された。
現在はジオアイ1号として知られているこの衛星は、当初は2008年4月に打ち上げられる予定だったが、アメリカ政府の計画が遅れたため、30日間の打上げスロットを失うことになり、2008年4月22日にデルタIIロケットでヴァンデンバーグ空軍基地から打ち上げられるように再設定された。さらに遠隔操作を中継するボーイング NC-135が用意できなかったことから、2008年9月4日に再び延期されたが、ハリケーン・ハンナの影響で、結局9月6日になった。
2008年9月6日18時50分57秒UTCに打ち上げられ、58分56秒後の12時49分にデルタIIからの分離に成功した。

## 特性と運用
白黒で41cm、カラーで165cmの解像度を持つ。高度984km、軌道傾斜角98°の太陽同期軌道を周回し、毎朝10時30分に赤道を横切る。は天底から60°の範囲を撮影することができる。バージニア州ダレスで運用が行われている。
打上げ時点で世界で最も高解像度な写真を撮影できる商用衛星となった。ジェネラル・ダイナミクスによってアリゾナ州ギルバートで製造され、カリフォルニア州のヴァンデンバーグ空軍基地から打ち上げられた。最初に撮影した画像は、ペンシルベニア州のクッツタウン大学の画像で、10月7日に送信された。
ロケットの側面にロゴが描かれているGoogleは、この画像を使って排他的にオンライン地図のサービスを提供している。41cmの解像度のデータに関してはアメリカ政府のみ利用することが出来る。Googleでは50cmの解像度が使われるが、それまでの商用利用可能な最も精細な画像は60cmであった。
アメリカ国家地球空間情報局とgoogleは、衛星とジオアイの4台の地上局の更新にどちらも5億200万ドルを支払っている。

### センサー
- 高分解能光学画像センサー GeoEye Imaging System (GIS)
- 観測幅: 15.2 km
- 分解能: 0.41 m (パンクロ), 1.64 m (マルチバンド)
- 波長帯: 450-900 nm (パンクロ)
- 波長帯: 450–510 nm, 520–580 nm, 655–690 nm, 780–920 nm (マルチバンド)

### 2009年の故障
2009年12月、ジオアイ社は、ダウンリンクアンテナの不調により、数日間に渡って画像が収集されなかったと発表した。ジオアイ社によると、「不具合によりダウンリンクアンテナの可動範囲が制限され、それによってジオアイ1号の画像撮影、ダウンリンク能力に同時に影響を与えた」ということである。